# Gmina Wyznaniowa Żydowska w Bielsku-Białej

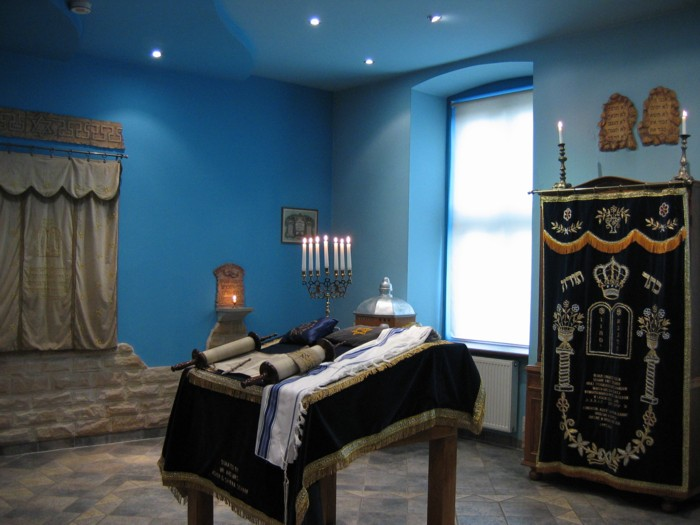
Wnętrze sali modlitw w Bielsku-Białej z 2007 roku.

Gmina Wyznaniowa Żydowska w Bielsku-Białej (he. הקהילה היהודית בילסקו ביאלה, niem. Israelitische Kultusgemeinde in Bielitz-Biala, ang. The Jewish Community in Bielsko-Biała, czes. Židovská obec v Bílsku-Bělé) – gmina żydowska z siedzibą w Bielsku-Białej, będąca członkiem Związku Gmin Wyznaniowych Żydowskich w RP. Obecnie swoim zasięgiem obejmuje teren byłego województwa bielskiego.

## Powstanie i nazewnictwo

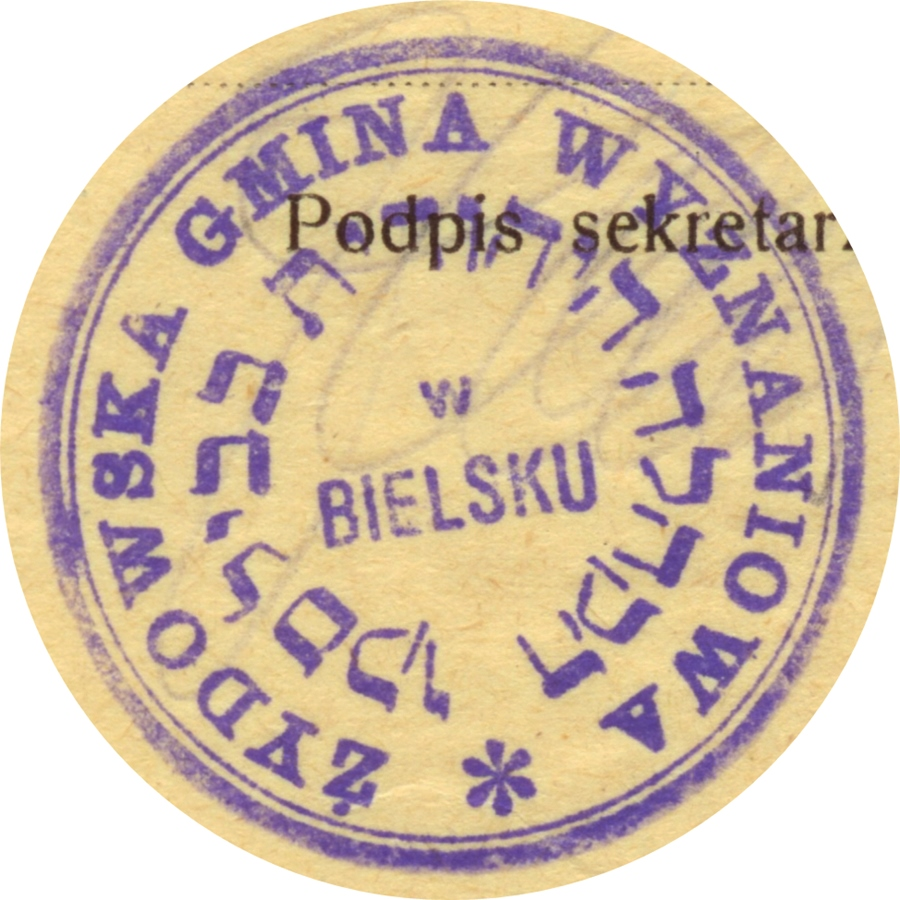
Pieczęć Gminy Wyznaniowej Żydowskiej w Bielsku, lata trzydzieste XX w.

Pierwsi Żydzi zamieszkali w Bielsku w połowie XVIII w. i przez sto lat podlegali gminie żydowskiej w Cieszynie. Prawne usamodzielnienie bielskiej gminy nastąpiło 27 grudnia 1865. Przyjęła ona nazwę Israelitische Kultusgemeinde in Bielitz. Po upadku monarchii austro-węgierskiej władze województwa śląskiego uznały jej polski statut i potwierdziły jej prawne istnienie pod nazwą Żydowska Gmina Wyznaniowa w Bielsku. Tak było do września 1939 kiedy to, po wybuchu wojny, miasto zostało wcielone do III Rzeszy i urząd Gminy Żydowskiej przemianowano na Ältestenrat der jüdischen Gemeinde in Bielitz (Radę Starszych Żydowskiej Gminy w Bielsku). Ostatni Żydzi bielscy zostali wysiedleni z miasta wiosną 1942. W lutym 1945 po ofensywie wojsk radzieckich w Bielsku od razu utworzono Komitet Żydowski w Bielsku, przemianowany w 1946 na Kongregację Wyznania Mojżeszowego w Bielsku, która swoją siedzibę miała przy ul. Mickiewicza 26. W latach dziewięćdziesiątych XX w. bielska kongregacja stała się filią katowickiej. W 1995 z przekształcenia filii bielsko-bialskiej Gminy Wyznaniowej Żydowskiej w Katowicach reaktywowała się w samodzielną Gminę Wyznaniową Żydowską. Jest prawną następczynią istniejącej w latach 1946–1993 Kongregacji Wyznania Mojżeszowego w Bielsku-Białej. Obecnie zrzesza około 50 członków. Są oni jednocześnie członkami bielskiego oddziału TSKŻ.

## Zarys historii Żydów w Bielsku

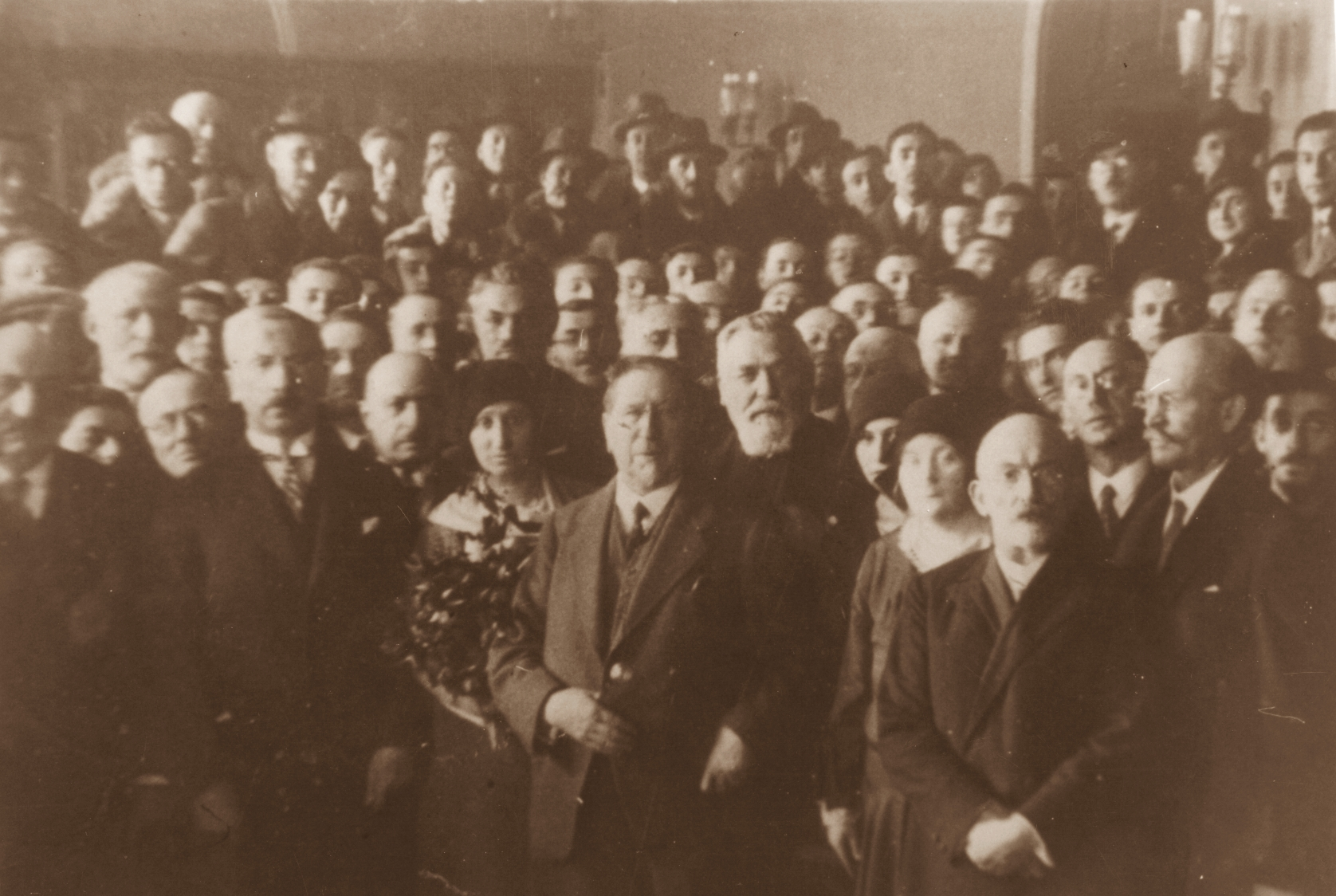
Lider syjonistów Nahum Sokołow w Bielsku na spotkaniu z Zarządem Gminy Żydowskiej oraz aktywistami organizacji syjonistycznych, 30 października 1933 roku

W średniowieczu Żydzi, którzy pojawiali się na Śląsku Cieszyńskim zajmowali się głównie handlem. Na stałe osiedlili się w Cieszynie w XVII wieku. Natomiast w Bielsku sto lat później lecz cały czas podlegali pod gminę żydowską w Cieszynie. Bliskość granicy z Królestwem Polskim, Prusami i Górnymi Węgrami była korzystna dla rozwoju działalności gospodarczej. W 1772 roku po I rozbiorze Polski, kiedy południowa Małopolska wraz z Lipnikami-Białą została przyłączona do Monarchii Habsburgów, gospodarka miasta zaczęła rozkwitać. Dodatkowo, patent tolerancyjny z 15 grudnia 1781 roku wydany przez austriackiego cesarza Józefa II zwiększył Żydom zakres dostępu do aktywności rzemieślniczej i pozwolił im na zakładanie warsztatów włókienniczych. Jednocześnie patent nakładał na nich obowiązek nauki i posługiwania się językiem niemieckim. Kolejny edykt z 1787 roku zobowiązał Żydów do przyjmowania niemieckich imion i nazwisk. W wyniku tych działań miejscowi Żydzi chętnie popierali liberalną politykę niemiecką, która stworzyła dogodne warunki dla procesu asymilacji z chrześcijańskimi mieszkańcami miasta. Później przyczyniła się do przyjęcia ideałów żydowskiego oświecenia (tzw. haskali). W 1849 roku założyli swój cmentarz we wsi Aleksandowice koło Bielska, wcześniej chowani byli na starym cmentarzu żydowskim w Cieszynie. Żydowska społeczność w Bielsku oddzieliła się prawnie od gminy cieszyńskiej i uzyskała autonomię 27 grudnia 1865 roku. Po I wojnie światowej i rozpadzie imperium austro-węgierskiego nowe polskie władze Województwa Śląskiego zatwierdziły nowy statut bielskiej gminy. W 1881 roku wybudowali reformowaną synagogę w stylu neomauretańskim z akcentami neoromańskimi. W Bielsku powstała pierwsza na terenie monarchii austro-węgierskiej loża B’nai B’rith, która przyjęła nazwę Austria. Od samego początku powstania aktywnie propagowali i wspierali syjonizm. Mieszkający w Bielsku prof. Michael Berkowitz był przyjacielem ojca syjonizmu Theodora Herzla i jako pierwszy przetłumaczył na hebrajski jego manifest syjonistyczny pt. Państwo żydowskie (Der Judenstaat). Prawdopodobnie także w Bielsku powstał pierwszy na świecie żydowski klub sportowy. Cmentarz żydowski w Bielsku-Białej jest obecnie jedynym w Polsce na którym obok Żydów są pochowani także wyznawcy islamu (żołnierze z I wojny światowej pochodzący z Bośni czy Kazachstanu) oraz chrześcijanie (w rodzinnych grobowcach).
Odsetek ludności żydowskiej w ogólnej populacji miasta pozostawał bliski 20%. W 1921 roku było 3982 Żydów, w 1928 roku – 4520, w 1930 roku – 5200.
Najważniejszymi postępowymi rabinami byli: Hirsch Heinrich Morgenstern, dr Lazar Frankfurter (1865–1874), dr Wolf Lesser (1875–1882), dr Adolf Kurrein (1882–1888), prof. Saul Chaim Horowitz (1888–1896), dr. Markus Steiner (1896–1939). Najważniejszymi rabinami ortodoksyjnymi byli: Jecheskiel Paneth, Menachem Mendel Stern, Mojżesz Samuel Stern, Izak Stern.

## Zarys historii Żydów w Białej

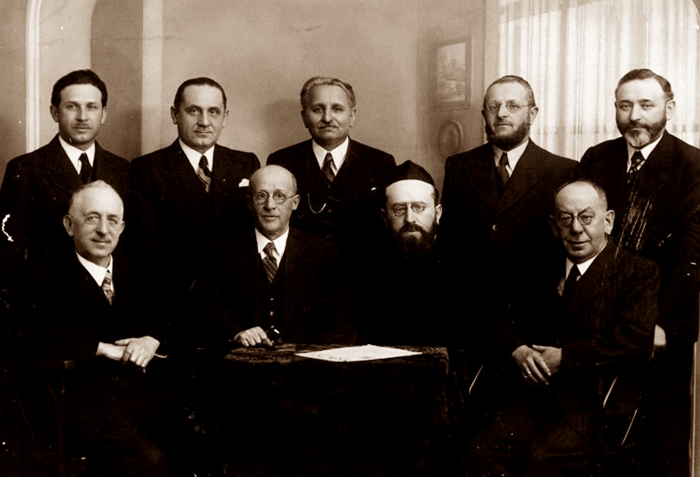
Zarząd Gminy Wyznaniowej Żydowskiej w Białej Krakowskiej z rabinem Hirschfeldem w 1937 roku.

Żydowscy osadnicy pojawili się w Białej w końcu XVII wieku. Zajmowali się dzierżawą gospód, produkcją alkoholu, handlem i jak miejscowi rzemieślnicy tworzyli własne warsztaty tkackie. Na początku XVIII wieku w Białej i Lipniku zamieszkiwało nieco ponad 100 Żydów. W 1765 roku już około 300 i stanowili 20% ogólnej populacji mieszkańców. W tym czasie nasilił się konflikt między bialanami a żydowskimi mieszkańcami. Jego podłoże miało charakter ekonomiczny, i wynikało w głównej mierze z postępowania starostów lipnickich i ich zarządców względem ludności żydowskiej. Chcąc osiągnąć jak największe korzyści finansowe zaczęli zmuszać mieszczan do korzystania z żydowskiego handlu i propinacji. Konflikt znalazł swoje zakończenie w roku 1765, kiedy do Białej przyjechał z Warszawy sąd asesorski. W wydanym wyroku skazano Żydów na kary pieniężne oraz zarządzono ich wypędzenie z całej jurydyki i Białej i zakazano im powrotu. Wrócili już w I połowie XIX wieku. W 1849 roku założyli nowy cmentarz przy dzisiejszej ul. Wyzwolenia. W II połowie XIX wieku wielu żydowskich imigrantów z Górnych Węgier, Galicji i Górnego Śląska zamieszkało w Białej. W 1870 roku społeczność żydowska w Białej liczyła około 500 członków. W 1865 roku lokalni liderzy zadecydowali o odłączeniu od Gminy Żydowskiej w Oświęcimiu, której do tej pory podlegali. Podobnie jak w Bielsku, także w Białej wielu Żydów odrzuciło tradycyjne ortodoksyjne podejście do judaizmu i przyjęli idee żydowskiego oświecenia (Haskali). Członkowie miejscowej społeczności aktywnie uczestniczyli w społeczno-politycznym życiu miasta asymilując się z chrześcijańską ludnością. Jednak dzieci Żydów ortodoksyjnych i chasydzkich uczęszczali do własnych prywatnych szkół religijnych (chederów). Dodatkowo brak możliwości współpracy z liberalnym rabinem dr. Glaserem spowodował, że chasydzi sprowadzili w 1889 roku do Białej chasydzkiego rabina, Arona Halberstama (z dynastii cadyków bobowskich). Utrzymywali najpierw synagogę przy ul. 11-Listopada 63b a później otworzyli większą w kamienicy przy ulicy Szpitalnej. Aby ją utrzymać bialscy chasydzi założyli w 1912 roku Stowarzyszenie Religijne „Ahawas Thora” (Miłość do Tory). Społeczność chasydzka w Białej była dobrze zorganizowana i głęboko zakorzeniona w tradycji przodków, pomimo bliskości wpływów niemieckich liberalnych Żydów.
Jednym z najciekawszych wydarzeń w okresie międzywojennym była zmiana liturgii z aszkenazyjskiej na sefardyjską w oficjalnej synagodze w Białej. Rabin miejski dr Samuel Hirschfeld, który był regionalnym liderem ruchu Mizrachi (religijnego syjonizmu), głosił, że Żydzi syjoniści są niekonsekwentni w swoim działaniu. Bowiem tęskniąc za swoją ojczyzną w Erec Israel chętnie przyjmują wszystko to co orientalne, budują synagogi w stylu neomauretańskim, piszą powieści i poezję w których czuć zapach orientalnych owoców i przypraw. Zachwycają się orientalną muzyką i sefardyjskim akcentem w języku hebrajskim. Jednak w synagogach nadal używają niemieckiej aszkenazyjskiej liturgii zamiast sefardyjskiej, która jest bliższa korzeni. Dlatego 1 października 1934 roku zorganizował nabożeństwo na cmentarzu żydowskim w Białej w trakcie którego przepraszano zmarłych założycieli bialskiej gminy, że dokonana zostanie zmiana liturgii oraz pochowano aszkenazyjskie modlitewniki. W Białej liturgia sefardyjska została zaprowadzona od dnia święta Simchat Tora 1934 roku. W 1966 i 1967 roku cmentarz żydowski w Białej przy ul. Wyzwolenia został zlikwidowany a groby wraz z nagrobkami ekshumowano na cmentarz żydowski w Bielsku przy ul. Cieszyńskiej.
W 1938 roku Biała Krakowska liczyła 25 867 mieszkańców z czego 3 977 było Żydami, co stanowiło 15,4% of całej populacji.
Najważniejszymi rabinami bialskimi byli: dr Nathan Glaser (1878–1914), dr Abraham Mark (1918–1926), dr Samuel Hirschfeld (1926–1939) oraz chasydzki rabin Aron Halberstam (1889–1939) z dynastii Bobow.

## Holocaust

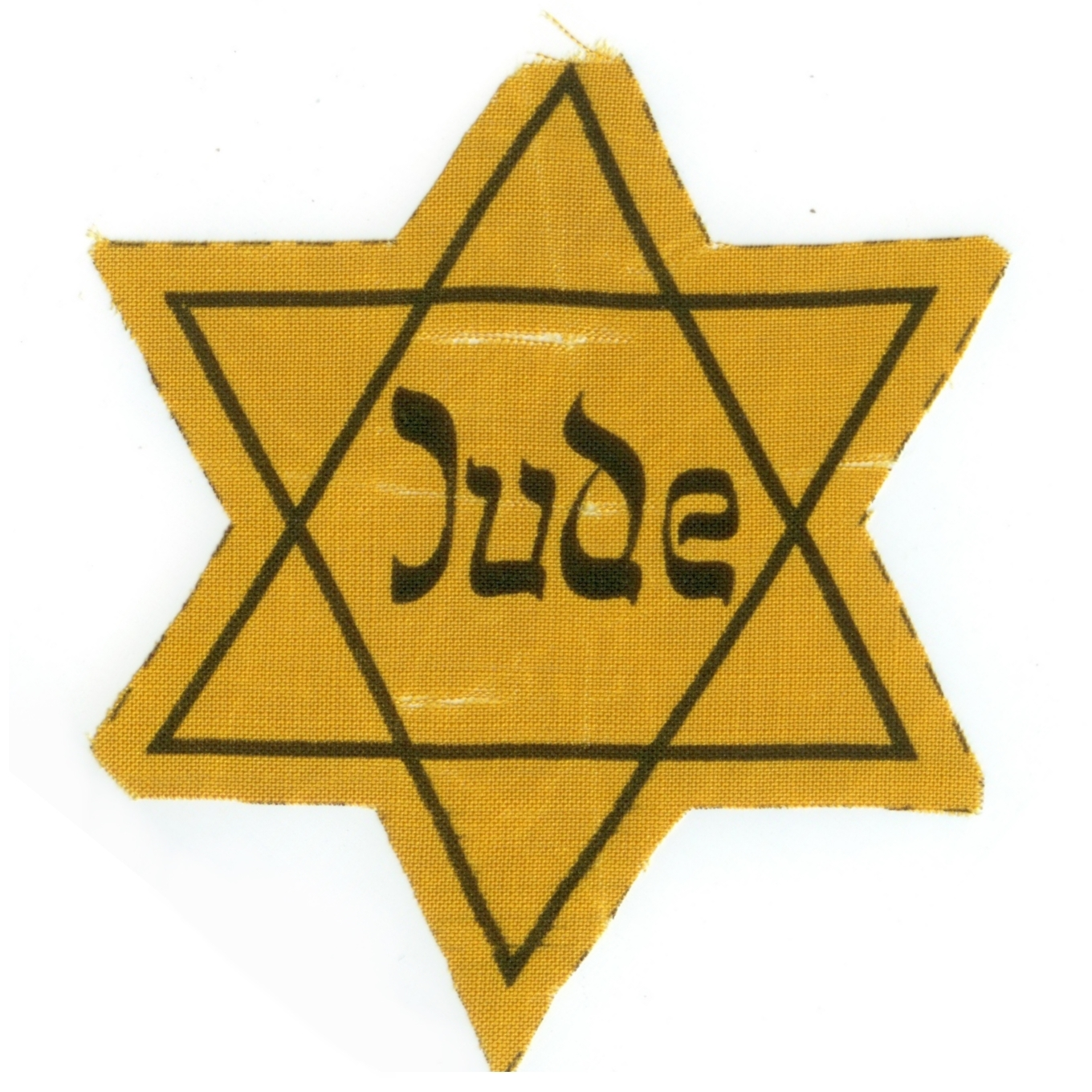
Gwiazda Dawida którą oznaczano Żydów w czasie II wojny światowej. Znaleziona po wojnie w Bielsku-Białej

Wojska niemieckie zajęły Bielsko i Białą 3 września 1939 roku. Większość Żydów uciekło z miasta w okresie od 1 do 3 września na wschód Polski do Krakowa, Lwowa i okolic. Chcieli tam przeczekać wojnę, która ich zdaniem miała trwać krótko po odparciu wojsk niemieckich przy pomocy sojuszniczej Wielkiej Brytanii i Francji. Dodatkową przyczyną tragedii dla bielskich Żydów była agresja ZSRR na Polskę, ponieważ większość z nich to byli postępowi niemieccy Żydzi, którzy mówili tylko po niemiecku i nie byli zwolennikami ideologii komunistycznej. Z tego powodu większość z nich zostało zesłanych do obozów pracy na Syberię lub do Kazachstanu. Natomiast w Bielsku nowe niemieckie władze wywłaszczyły Żydów z ich majątku prywatnego oraz przedsiębiorstw. We wrześniu 1939 Niemcy spalili synagogi oraz dokonali pierwszych egzekucji. W Białej, które zostało nazwane Bielitz Ost i zostało włączone do Bielitz (Bielska) na tak zwanym Konfirunku (niem. Lerchenfeld) przy ul. Towarowej nr 12-22 skoszarowano część wywłaszczonych rodzin oraz starców, chorych i niepełnosprawnych. Budynki mieszkalne na Konfirunku nazywano po wojnie gettem jednak nie było to jedyne miejsce w którym mieszkali Żydzi. Wiosną 1942 Żydzi zostali przesiedleni do getta w Sosnowcu, wysłani do obozów pracy oraz zamordowani po przewiezieniu do KL Auschwitz-Birkenau. W mieście pozostało około 30 rodzin z małżeństw mieszanych (Mischling), z których większość doczekała do lutego 1945 roku. Po wojnie w Komitecie Żydowskim w Bielsku zarejestrowano 3500 Żydów w okresie od lutego 1945 roku do 1951 roku. W lutym 1945 roku do bielskiego Komitetu Żydowskiego trafiło także wielu oswobodzonych więźniów z obozu KL Auschwitz. Zachowały się relacje i listy bielskich Żydów, w których wspominali, że miasto po wojnie było przyjazne i bezpieczne dla Żydów. W tym czasie także działał w dawnej siedzibie gminy żydowskiej, Dom Sierot Żydowskich prowadzony przez dr Polę Komaj.

## Działalność obecna

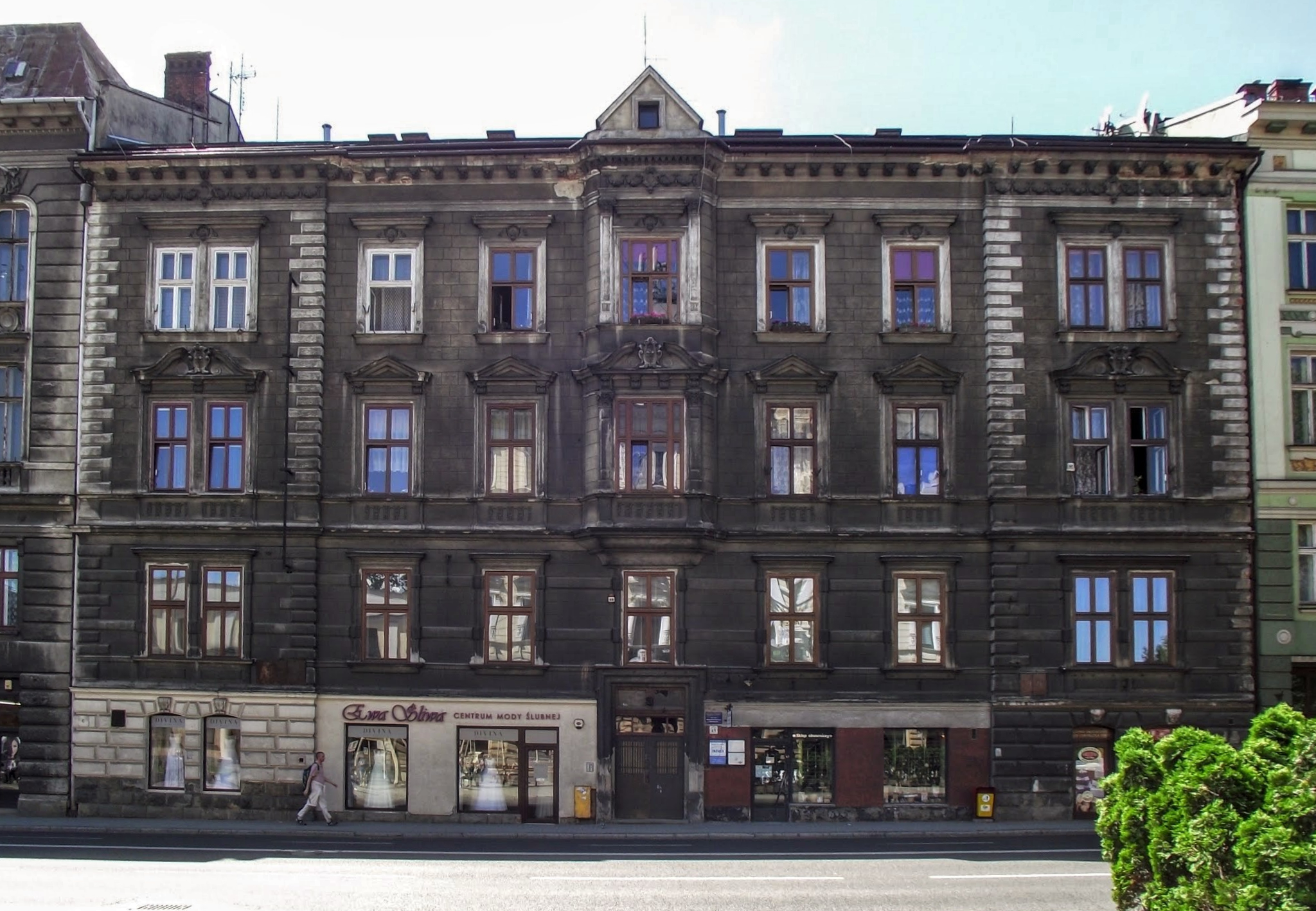
Kamienica, w której ma siedzibę bielska gmina żydowska

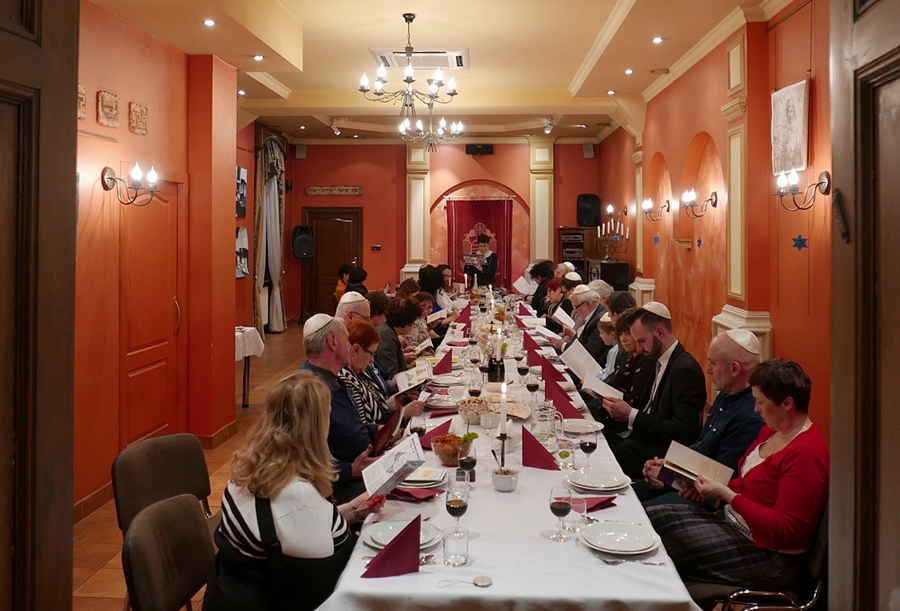
Święto Pesach w siedzibie Gminy Żydowskiej w Bielsku-Białej w 2018 roku

Gmina posiada we własnej siedzibie czynny dom modlitwy. Spotkania odbywają się w święta żydowskie oraz przy okazji ważnych wydarzeń. Ponadto w siedzibie gminy znajduje się także biblioteka im. Salomona Halberstama oraz archiwum im Alfreda Wachtla. Na terenie gminy znajduje się również czynna synagoga Chewra Lomdei Misznajot w Oświęcimiu, należąca do Auschwitz Jewish Center Foundation. Pod opieką gminy znajdują się cmentarze żydowskie w: Bielsku-Białej (jedyny czynny), Andrychowie, Cieszynie (stary i nowy), Kętach, Milówce, Oświęcimiu, Skoczowie, Ustroniu, Wadowicach, Zatorze i Żywcu.
Gmina organizuje wiele spotkań, wykładów, oprowadzań, koncertów dotyczących historii, kultury i tradycji żydowskich.

## Obecny Zarząd
- Przewodnicząca: Dorota Wiewióra
- Wiceprzewodnicząca: Lidia Pustelnik
- Członkowie Zarządu: Hanna Stojanik, Krzysztof Wiewióra, Bartłomiej Dorobisz
- Dawni przewodniczący: Maksymilian Metzendorf (1993–1997), Aleksander Szrajber (1997–2003)

## Sławni Żydzi mający związek z Bielskiem i Białą

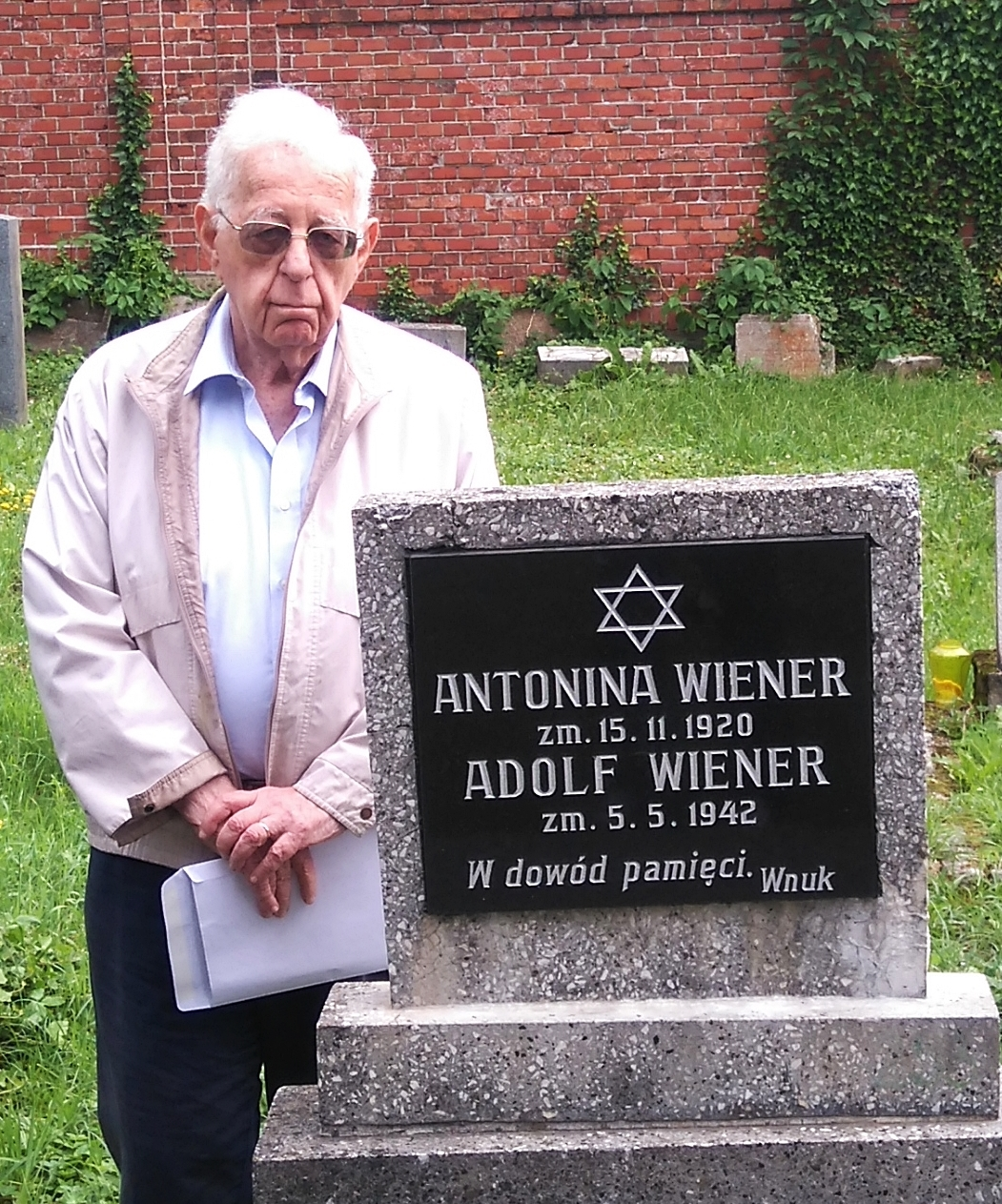
prof. Szelomo Awineri przy nagrobku dziadków na cmentarzu żydowskim Bielsku-Białej

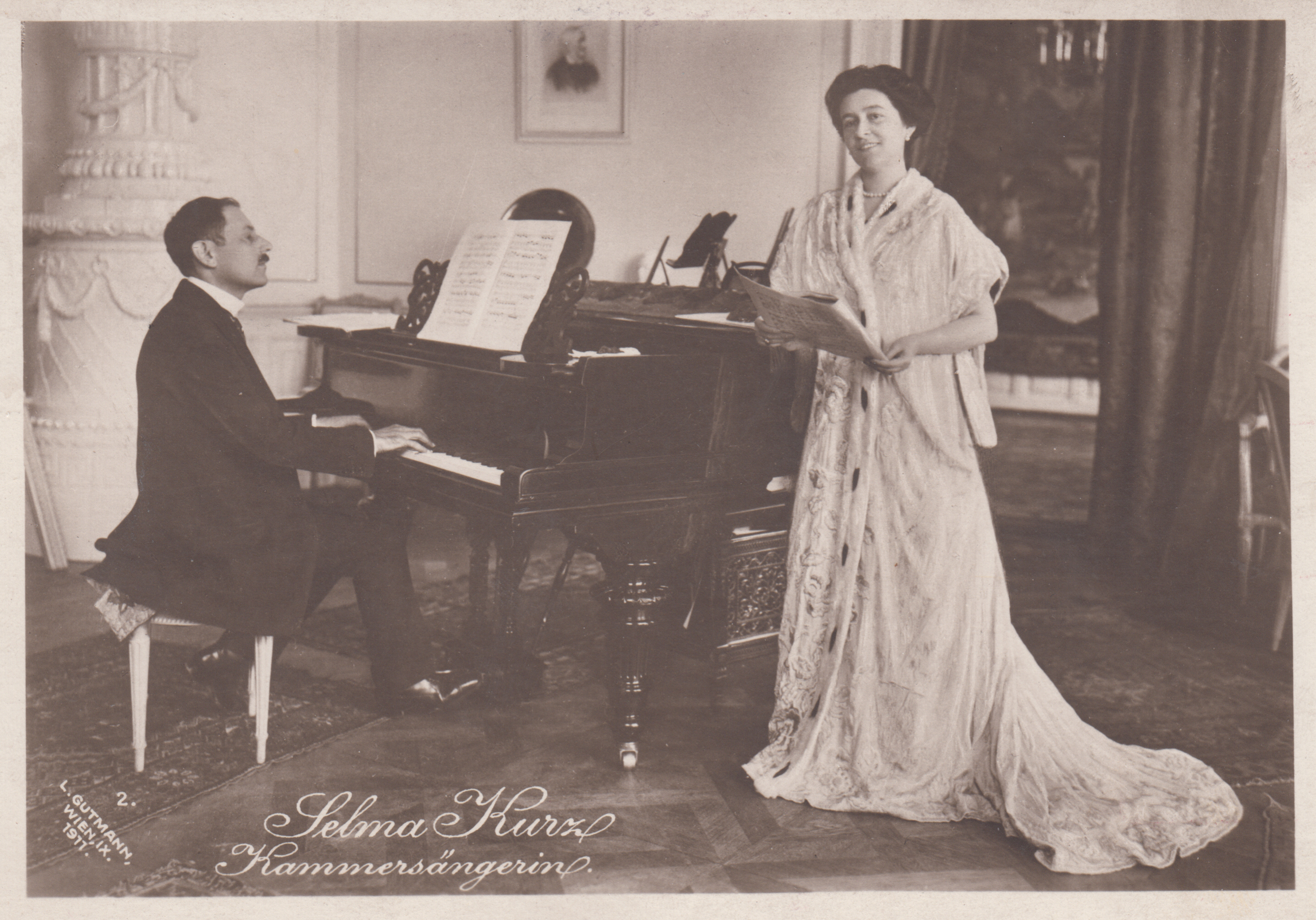
Selma Kurz

- prof. Szelomo Awineri – politolog izraelski
- Bogusława Blajfer – działaczka opozycji demokratycznej w PRL
- Leonard Bloomfield – lingwista, syn Siegmunda Blumenfelda z Bielska
- prof. Maurice Bloomfield – językoznawca, indolog i znawca sanskrytu
- Heinrich Conried (oryg. Heinrich Cohn) – dyrektor Metropolitan Opera w Nowym Jorku
- prof. Artur Eisenbach – historyk
- Ralph Erwin (oryg. Erwin Vogl) – kompozytor piosenek do filmów
- Moritz Feldhendler – architekt
- Paweł Finder – działacz komunistyczny
- Joseph Finger – architekt, twórca budynków modernistycznych w Texasie[17]
- Richard Frankfurter – prawnik, dziennikarz i polityk
- Max Friedländer – dziennikarz[18]
- Roman Frister – dziennikarz
- Simon Glücklich – malarz
- Siegmund Glücksmann – polityk
- Hermann Zvi Guttmann – architekt
- Karl Guttmann – aktor, dyrektor teatru w Amsterdamie[19]
- Salomon Joachim Halberstam – naukowiec, kolekcjoner i bibliofil
- Hugo Huppert – poeta, pisarz i tłumacz, sympatyk marksizmu
- Uri Huppert – adwokat, dziennikarz i pisarz
- Carl Korn – architekt
- Amalia Krieger – pierwsza kobieta fotograf w Galicji[20]
- Adolf Kurrein – postępowy rabin o poglądach syjonistycznych,
- Maria Kuryluk (oryg. Miriam Kohany) – poetka, pisarka, tłumaczka i pianistka
- Selma Kurz – śpiewaczka operowa
- Henryk Luft-Lotar – aktor, reżyser
- Aleksander Marten – aktor, reżyser, pionier kinematografii
- Nathan Michnik – rabin Gminy Żydowskiej Beth Israel w Woodville, Massachusetts, USA[21]
- Bernhard Münz – filozof i bibliotekarz[22]
- Leo Nachtlicht – architekt
- Alexander Neumann – architekt
- Salomon Pollak – działacz społeczny, filantrop, honorowy obywatel miasta Bielska
- Eugeniusz Reach – lekarz, pionier chirurgii plastycznej
- Egon Riss – architekt
- prof. Saul Scheidlinger – psychoterapeuta dziecięcy[23]
- Artur Schnabel – pianista
- Louis H. Schwitzer – inżynier, jego imię nosi prestiżowa nagroda „Louis Schwitzer Award for Engineering Excellence”[24]
- Jan Smeterlin (oryg. Hans Schmetterling) – pianista
- Heinrich Steinitz – adwokat, pisarz i działacz polityczny
- Christopher Tugendhat, Baron Tugendhat – polityk, przedsiębiorca, członek Izby Lordów[25]
- Josef Unger – architekt
- Gerda Weissmann-Klein – pisarka, zdobywczyni filmowego Oscara
- Sigmund Zeisler – adwokat, obrońca radykałów w Chicago z 1880 roku